# PAEEK FC
O PAEEK FC é um clube de futebol cipriota de Kyrenia, Chipre. A equipe compete no Campeonato Cipriota de Futebol .

## História
O clube foi fundado em 1953.